# L'Heure provinciale

L'Heure provinciale était une émission de radio québécoise éducative, qui présenta à chaque semaine des conférenciers professionnels ainsi que des concerts en direct.
Elle sera diffusée deux fois la semaine par la station montréalaise CKAC de 1929 à 1938, en raison d'une heure par émission.

## Contenu
On y retrouvait une programmation de style service public (nouvelles, météorologie, annonces locales, etc.), mais aussi de la musique et du divertissement. L’émission accueillait de nombreux ensembles, allant d’un orchestre symphonique complet à de petites formations de chambristes ou de chanteurs solistes. On y abordait énormément de folklore et d’art lyrique durant l’époque. Ce poste offrait également une programmation de langue à moitié anglaise, puisqu’elle était largement alimentée par les États-Unis. Durant ces 10 ans de diffusion, les collaborateurs auront présenté plus de 900 causeries sur divers sujets tel que les sciences, l’économie, la politique, les arts et lettres, la musique, la religion, l’histoire, la médecine et le patrimoine architectural.

## Synopsis, réalisation et animation
- En 1929, un nouveau format d'émissions éducatives est créé par CKAC, qui confie à Édouard Montpetit le mandat de créer, sur le modèle de nombreux pays européens, une émission éducative de haute qualité : L’Heure provinciale, qui présentera à chaque semaine des conférenciers professionnels ainsi que des concerts en direct.

- Joseph-Arthur Dupont (le président de la station CKAC) conclut une entente exceptionnelle avec le gouvernement du Québec, qui vient d'adopter sa loi sur la radiodiffusion, en vue de diffuser cette grande émission éducative[4].

- Fait unique pour l'époque, l'émission est donc commanditée par le Gouvernement du Québec. La contribution du Gouvernement du Québec est substantielle soit $ 30 000 par an (en dollars de l'époque)[4].

- La direction scientifique était confiée à Édouard Montpetit, directeur de l'éducation permanente et secrétaire général de l'Université de Montréal. La direction musicale était confiée à Henri Letondal, musicien et animateur culturel exceptionnel.

- Durant dix ans, de 1929 à 1939, L'Heure Provinciale a ainsi diffusé plus de 900 conférences, données par des professeurs d'université, de professionnels et des spécialistes de toutes sortes. Les grands domaines furent l'économie, les affaires sociales, l'hygiène et la santé publique, la médecine vétérinaire, les arts, l'histoire, la musique et l'éducation.

- Cette émission a servi de tremplin pour tous les musiciens québécois de l'époque, de Lionel Daunais à Claude Champagne[5].

- L'émission est coanimée par Henri Letondal et Juliette Béliveau.

- À la fin de l'émission, en 1939, plusieurs journaux ont fait campagne pour obtenir que le gouvernement continue de la subventionner[4].